# Afderà (vulcão)
Afderà é um estratovulcão isolado no nordeste da Etiópia, localizado na intersecção de três falhas geológicas, entre as cordilheiras de Erta Ale, Tat Ali, e Alayta.
Há relatos de erupções em 1907 e 1915, mas evidências morfológicas para confirmar essas erupções não foram encontradas. As erupções relatadas provavelmente ocorreram no Monte Alayta, a oeste.